# EBiDAN
EBiDAN(에비단)은 소속 사무소 스타더스트 프로모션에 속하는 배우 및 탤런트로 구성된 남성 아이돌 아티스트 부문.

## 소속 그룹
- 초특급
- M!LK
- SUPER★DRAGON
- 사쿠라시메시
- ONE N' ONLY
  - EBiSSH
  - 사토리쇼넨단
- 겐인와지분니아루
- BUDDiiS
- ICEx
- Lienel

## 같이 보기
- 스타더스트 프로모션